# V'Zot HaBerachah
V'Zot HaBerachah, VeZot Haberakha, o Zos Habrocho (ebraico: וְזֹאת הַבְּרָכָה — tradotto in italiano: "ed ecco la benedizione", incipit di questa parashah) 54ª e ultima porzione settimanale della Torah (ebr. פָּרָשָׁה – parashah o anche parsha/parscià) nel ciclo annuale ebraico di letture bibliche dal Pentateuco, decima nel Libro del Deuteronomio. Rappresenta il passo Deuteronomio 33:1-34:12, che gli ebrei della Diaspora leggono generalmente in settembre o ottobre durante il festival di Simchat Torah. Subito dopo aver letto la parashah V'Zot HaBerachah, gli ebrei leggono anche l'inizio della Torah, Genesi 1:1-2:3 (l'inizio della parashah Bereishit) quale seconda lettura biblica di Simchat Torah.
La parashah riporta la benedizione di commiato di Mosè alle Dodici tribù di Israele e poi la sua morte.

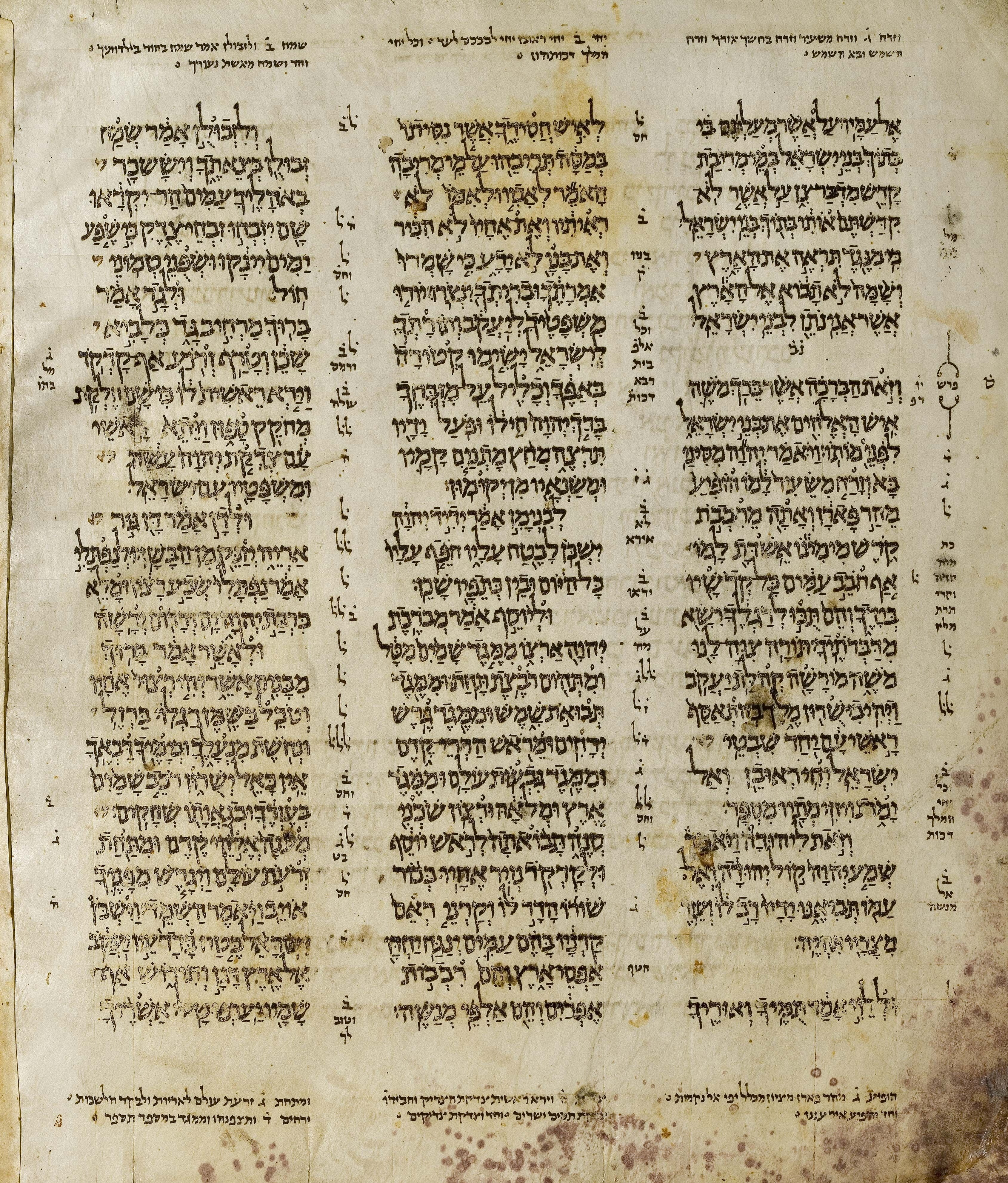
- Codex Aleppo

## Letture
Nella lettura biblica tradizionale traditional dello Shabbat, la parshah è suddivisa in sette parti, o in ebraico עליות‎?, aliyot. Nel testo masoretico del Tanakh (Bibbia ebraica), la Parshah V'Zot HaBerachah ha due divisione a "porzione aperta" (in ebraico פתוחה‎?, petuchah) (circa equivalenti a paragrafi, spesso abbreviati con la lettera ebraica פ - peh, equivalente alla lettera italiana “P”). La prima porzione aperta (in ebraico פתוחה‎?, petuchah) coincide con la prima lettura (in ebraico עליה‎?, aliyah), e la seconda porzione aperta (in ebraico פתוחה‎?, petuchah) comprende la rimanenza della parshah. Parshah V'Zot HaBerachah ha diverse altre suddivisioni, chiamate "porzioni chiuse" (in ebraico סתומה‎?, setumah) (abbreviate con la lettera ebraica ס (samekh), equivalenti circa alla lettera italiana "S"), nell'ambito delle divisioni a porzione aperta (in ebraico פתוחה‎?, petuchah). Le suddivisioni a porzione chiusa (in ebraico סתומה‎?, setumah) spesso trattano discussioni di tribù separate.

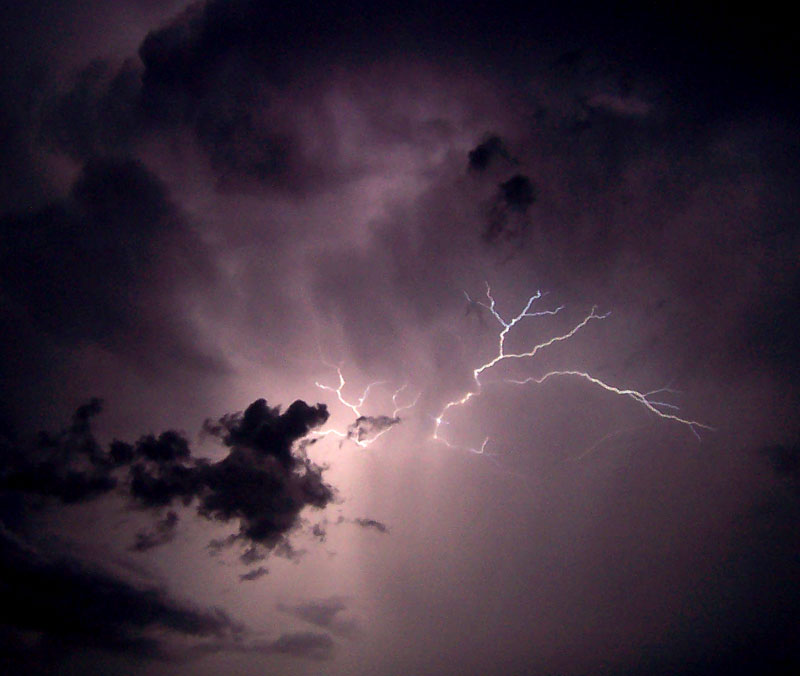
“Il Signore... è giunto da mezzo delle miriadi dei santi; dalla sua destra usciva per essi una legge di fuoco.”

### Testi
- "Parashat Vezot haberachà", su torah.it
- ♫ "Parashà di Vezot haberachà" cantata, su torah.it
- ♫ "L’haftarà di Vezot haberachà" cantata (MP3), su archivio-torah.it.
- Testo Masoretico e traduzione JPS 1917, su mechon-mamre.org.
- ♫ Parashah cantata, su bible.ort.org. URL consultato l'11 marzo 2013 (archiviato dall'url originale il 10 giugno 2011).
- Parashah letta in ebraico, su mechon-mamre.org.

### Commentari
- Aish.com. URL consultato l'11 marzo 2013 (archiviato dall'url originale il 17 marzo 2013).
- American Jewish University, su judaism.ajula.edu (archiviato dall'url originale il 20 febbraio 2012).
- Anshe Emes Synagogue, Los Angeles, su anshe.org. URL consultato l'11 marzo 2013 (archiviato dall'url originale il 1º novembre 2012).
- Chabad.org.
- eparsha.com.
- G-dcast, su g-dcast.com. URL consultato l'11 marzo 2013 (archiviato dall'url originale il 20 marzo 2013).
- The Israel Koschitzky Virtual Beit Midrash, su vbm-torah.org. URL consultato l'11 marzo 2013 (archiviato dall'url originale il 3 settembre 2011).
- Jewish Agency for Israel, su jewishagency.org. URL consultato l'11 marzo 2013 (archiviato dall'url originale il 2 ottobre 2012).
- Jewish Theological Seminary (XML), su jtsa.edu. URL consultato l'11 marzo 2013 (archiviato dall'url originale l'11 marzo 2013).
- MyJewishLearning.com. URL consultato l'11 marzo 2013 (archiviato dall'url originale il 13 ottobre 2008).
- Ohr Sameach, su ohr.edu.
- Orthodox Union, su ou.org.
- OzTorah, Torah from Australia, su oztorah.com.
- Oz Ve Shalom — Netivot Shalom, su netivot-shalom.org.il. URL consultato l'11 marzo 2013 (archiviato dall'url originale il 24 giugno 2010).

- Pardes from Jerusalem, su pardes.org.il. URL consultato l'11 marzo 2013 (archiviato dall'url originale il 5 novembre 2012).
- RabbiShimon.com. URL consultato l'11 marzo 2013 (archiviato dall'url originale il 6 marzo 2019).
- Rabbi Shlomo Riskin, su ohrtorahstone.org.il. URL consultato l'11 marzo 2013 (archiviato dall'url originale il 21 agosto 2011).
- Rabbi Shmuel Herzfeld, su rabbishmuel.com. URL consultato l'11 marzo 2013 (archiviato dall'url originale l'11 marzo 2013).
- Reconstructionist Judaism, su www4.jrf.org. URL consultato l'11 marzo 2013 (archiviato dall'url originale il 16 febbraio 2006).
- Sephardic Institute, su judaicseminar.org.
- Shiur.com.
- 613.org Jewish Torah Audio, su 613.org. URL consultato l'11 marzo 2013 (archiviato dall'url originale il 27 settembre 2011).
- Tanach Study Center, su tanach.org.
- Torah.it, su archivio-torah.it.
- Torah.org.
- TorahVort.com.
- Union for Reform Judaism, su urj.org. URL consultato l'11 marzo 2013 (archiviato dall'url originale il 29 agosto 2008).
- What’s Bothering Rashi?, su shemayisrael.com.